# Anomala rigoberta
Anomala rigoberta är en skalbaggsart som beskrevs av Ohaus 1925. Anomala rigoberta ingår i släktet Anomala och familjen Rutelidae. Inga underarter finns listade i Catalogue of Life.